# Karel Hesensko-Kasselský
Karel Hesensko-Kasselský (Karl von Hessen-Kassel, 19. prosince 1744, Kassel – 17. srpna 1836, Schleswig) byl člen Hesensko-kasselské dynastie a díky sňatku s Luisou Dánskou a Norskou byl i místodržitelem Šlesvicka-Holštýnska.

## Život

### Mládí

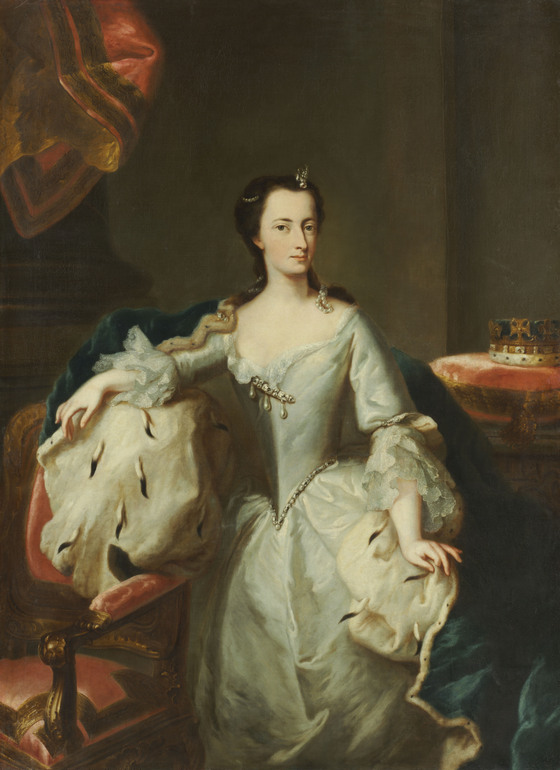
Karlova matka Marie

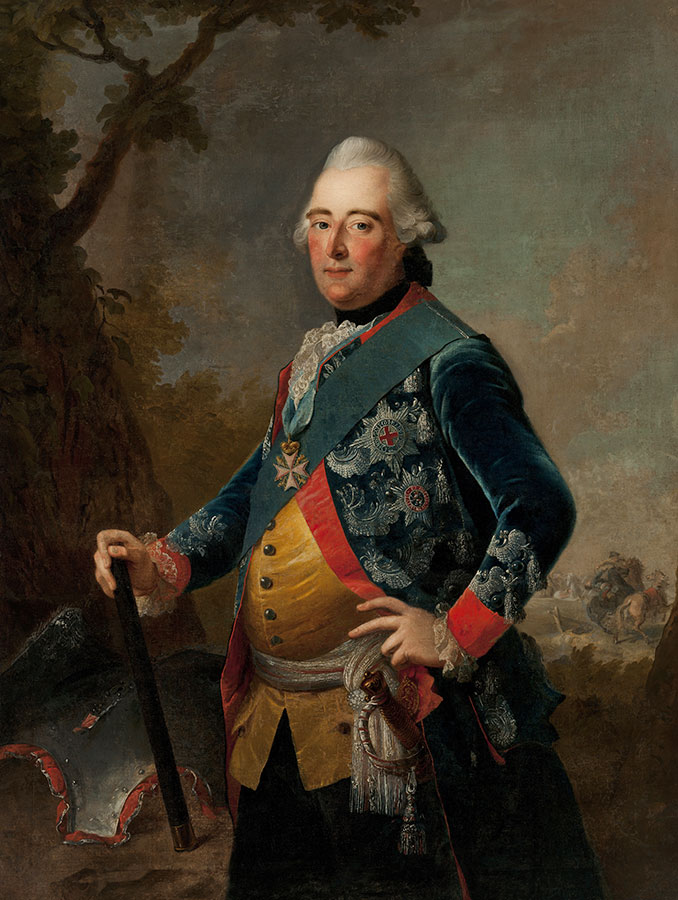
Karlův otec Fridrich

Karel Hesensko-Kasselský se narodil v Kasselu dne 19. prosince 1744 jako druhý žijící syn lankraběte Hesensko-kasselského Fridricha II. a jeho manželky Marie Hannoverské, dcery britského krále Jiřího II. Manželství Karlových rodičů nebylo příliš šťastné; skončilo to tím, že Fridrich roku 1747 opustil rodinu a konvertoval ke katolicismu. Následně roku 1755 formálně ukončil manželství s Marií a o rok později se znovu oženil, tentokrát s Filipínou Braniborsko-Schwedtskou. Marie tak na výchovu tří synů zbyla sama. Nakonec je vychovala společně se svými protestantskými příbuznými. Roku 1756 se Marie přestěhovala do Dánska, kde se o děti začala zajímat především Mariina sestra, královna Luisa Hannoverská. Ta je nadále vychovávala společně s vlastními potomky v Kodani až do své smrti roku 1751. Karel i po smrti tety Luisy Hannoverské zůstal v Norsku, stejně jako druhý z jeho bratrů, avšak nejstarší Vilém se vrátil do Hesenska.

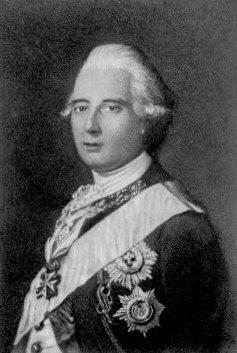
Karel jako maršál

### Vojenská kariéra
Karel se začal věnovat vojenství a roku 1758 byl jmenován plukovníkem. Ve 20 letech se již stal generálmajorem a od roku 1765 byl velitelem dělostřelectva. Poté, co Karlův bratranec Kristián VII. nastoupil v roce 1766 na trůn, byl Karel jmenován generálporučíkem a získal vyznamenání Řád slona. V roce 1766 byl jmenován generálním místodržitelem Norska. Funkci zastával až do roku 1768, ale většinou pouze titulárně, samotné Norsko během tohoto období nikdy nenavštívil.
Dne 30. srpna 1766 se Karel oženil s Luisou Dánskou a Norskou, stal se tak švagrem krále Kristiána VII. Sňatek se uskutečnil i navzdory pochybám, které o Karlu putovaly a popisovaly jej jako zhýralce, který měl na krále špatný vliv. Krátce nato ale Karel upadl u dvora v nemilost a i s manželkou Luisou se rozhodl přestěhovat se k jeho matce Marii do hrabství Hanau. Tam se roku 1767 narodil i jejich první potomek; dcera Marie Žofie. O dva roky později se zde narodil i syn Vilém, který ale v útlém věku zemřel.

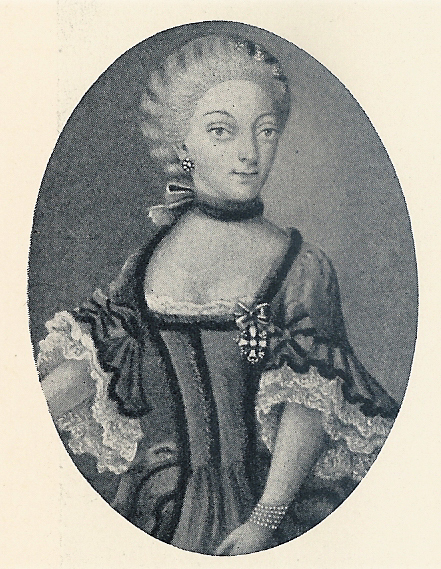
Luisa Dánská a Norská — Karlova manželka

Roku 1768 Karel odkoupil pozemky i s vesnici Offenbach-Rumpenheim od rodu Edelsheimů. V roce 1771 panství rozšířil a přikoupil i zámek, ve kterém jeho matka roku 1772 dožila.

### Guvernér Šlesvicka-Holštýnska
Roku 1769 byl Karel díky švagrovi Kristiánovi VII. jmenován místodržitelem Šlesvicka-Holštýnska. Následně se Karel i s rodinou usadil v zámku Gottorp v Schleswigu. Tam se roku 1771 narodilo i jeho třetí dítě; Fridrich. Od roku 1772 do roku 1776 pak Karel vlastnil letní sídlo Louisenlund, které pojmenoval právě po své manželce Luise.
Roku 1772 dostal Karel rozkaz přijet do Osla, kde se právě probíral státní převrat ve Švédsku, při kterém se k moci dostal Gustav III. To způsobilo vyhlídky na válku se Švédy. Zatímco Karel byl v Oslu, Luisa porodila jejich čtvrté dítě; dceru Julianu. Ta ale v útlém věku zemřela. Karel se nakonec roku 1774 vrátil zpět do Šlesvicka-Holštýnska a později byl jmenován polním maršálem.
Během Války o bavorské dědictví v letech 1778 až 1779 působil jako dobrovolník v armáda Fridricha Velkého a získal si tak důvěru samotného pruského krále.
Když roku 1788 vypukly Rusko-švédské války, bylo Dánsko-Norsko povinno vyhlásit válku Švédsku. Karel Hesensko-Kasselský se dostal do vedení norské armády, která krátce napadla Švédy u Bohuslänu a následně vyhrála bitvu u mostu Kvistrum. Následně byla 9. července 1789 podepsána mírová smlouva a při následném ústupu Dánsko-norské armády zemřelo okolo 2000 vojáků a kritizován za to byl právě Karel, který v Norsku ztratil popularitu.
V následujících letech se Karel začal věnovat podpoře divadla o opery, měl i vlastní dvorní divadlo ve Schleswigu. Nakonec byl ale nucen k zapojení se do Napoleonských válek, kde se svojí armádou roku 1801 krátce obsadil Hamburk a Lübeck. Potom se ale stáhl do ústraní a od 25. ledna 1805 byl nositelem titulu lantkrabě Hesenský, jelikož jeho bratr získal hodnost kurfiřta. Následně Karel odkoupil v Dánsku panství, kde roku 1790 zrušil nevolnictví.
Karel Hesensko-Kasselský zemřel 17. srpna 1836 v Schleswigu, ve vysokém věku 91 let. Přežil tak svoji manželku o pět let.

## Potomci
Z manželství s Luisou se Karlovi narodilo šest potomků, z nichž se nejvíce proslavila jeho první dcera Marie.
- 1. Marie Žofie Hesensko-Kasselská (28. 10. 1767 Hanau – 21. 3. 1852 Frederiksberg)
⚭ 1790 Frederik VI. (28. 1. 1768 Kodaň – 3. 12. 1839 tamtéž), král dánský v letech 1808–1839 a král norský v letech 1808–1814[1]
- 2. Vilém Hesensko-Kasselský (15. 1. 1769 Hanau – 14. 7. 1772 tamtéž)[2]
- 3. Fridrich Hesensko-Kasselský (24. 5. 1771 Schleswig – 24. 2. 1845 Panker)[3]
⚭ 1813 baronka Clarelia Dorothea von Brockdorff (16. 1. 1778 Rohlstorf – 24. 8. 1836 Rendsburg)[4], morganatické manželství
- 4. Juliana Hesensko-Kasselská (19. 1. 1773 Kodaň – 11. 3. 1860 Itzhoe), abatyše v Itzehoe[5]
- 5. Kristián Hesensko-Kasselský (14. 8. 1776 Schleswig – 14. 11. 1814 Odense), svobodný a bezdětný[6]
- 6. Luisa Karolina Hesensko-Kasselská (28. 9. 1789 Schleswig – 13. 3. 1867 Ballenstedt)[7]
⚭ 1810 Fridrich Vilém Šlesvicko-Holštýnsko-Sonderbursko-Glücksburský (4. 1. 1785 Lindenau – 17. 2. 1831 Schleswig), vévoda šlesvicko-holštýnsko-sonderbursko-beckský v letech 1816–1825 a vévoda šlesvicko-holštýnsko-sonderbursko-glücksburský od roku 1825 až do své smrti[8]

## Vývod z předků
|                            |                                    |  |                                     |                                                              |  |  |  |  |  |  |  | Vilém VI. Hesensko-Kasselský |
|                            |                                    |  |                                     |                                                              |  |  |  |  |  |  |  |                              |
|                            | Karel I. Hesensko-Kasselský        |  |                                     |                                                              |  |  |  |  |  |  |  |                              |
|                            |                                    |  |                                     |                                                              |  |  |  |  |  |  |  |                              |
|                            |                                    |  |                                     | Hedvika Žofie Braniborská                                    |  |  |  |  |  |  |  |                              |
|                            |                                    |  |                                     |                                                              |  |  |  |  |  |  |  |                              |
|                            | Vilém VIII. Hesensko-Kasselský     |  |                                     |                                                              |  |  |  |  |  |  |  |                              |
|                            |                                    |  |                                     |                                                              |  |  |  |  |  |  |  |                              |
|                            |                                    |  |                                     | Jakub Kettler                                                |  |  |  |  |  |  |  |                              |
|                            |                                    |  |                                     |                                                              |  |  |  |  |  |  |  |                              |
|                            | Marie Amálie Kuronská              |  |                                     |                                                              |  |  |  |  |  |  |  |                              |
|                            |                                    |  |                                     |                                                              |  |  |  |  |  |  |  |                              |
|                            |                                    |  |                                     | Luisa Šarlota Braniborská                                    |  |  |  |  |  |  |  |                              |
|                            |                                    |  |                                     |                                                              |  |  |  |  |  |  |  |                              |
|                            | Fridrich II. Hesensko-Kasselský    |  |                                     |                                                              |  |  |  |  |  |  |  |                              |
|                            |                                    |  |                                     |                                                              |  |  |  |  |  |  |  |                              |
|                            |                                    |  |                                     | Mořic Sasko-Zeitzský                                         |  |  |  |  |  |  |  |                              |
|                            |                                    |  |                                     |                                                              |  |  |  |  |  |  |  |                              |
|                            | Mořic Vilém Sasko-Zeitzský         |  |                                     |                                                              |  |  |  |  |  |  |  |                              |
|                            |                                    |  |                                     |                                                              |  |  |  |  |  |  |  |                              |
|                            |                                    |  |                                     | Dorotea Marie Sasko-Výmarská                                 |  |  |  |  |  |  |  |                              |
|                            |                                    |  |                                     |                                                              |  |  |  |  |  |  |  |                              |
|                            | Dorotea Vilemína Sasko-Zeitzská    |  |                                     |                                                              |  |  |  |  |  |  |  |                              |
|                            |                                    |  |                                     |                                                              |  |  |  |  |  |  |  |                              |
|                            |                                    |  |                                     | Kristián Ludvík Brunšvicko-Lüneburský                        |  |  |  |  |  |  |  |                              |
|                            |                                    |  |                                     |                                                              |  |  |  |  |  |  |  |                              |
|                            | Marie Amálie Braniborská           |  |                                     |                                                              |  |  |  |  |  |  |  |                              |
|                            |                                    |  |                                     |                                                              |  |  |  |  |  |  |  |                              |
|                            |                                    |  |                                     | Žofie Dorotea Šlesvicko-Holštýnsko-Sonderbursko-Glücksburská |  |  |  |  |  |  |  |                              |
|                            |                                    |  |                                     |                                                              |  |  |  |  |  |  |  |                              |
| 'Karel Hesensko-Kasselský' |                                    |  |                                     |                                                              |  |  |  |  |  |  |  |                              |
|                            |                                    |  |                                     |                                                              |  |  |  |  |  |  |  |                              |
|                            |                                    |  | Arnošt August Brunšvicko-Lüneburský |                                                              |  |  |  |  |  |  |  |                              |
|                            |                                    |  |                                     |                                                              |  |  |  |  |  |  |  |                              |
|                            | Jiří I.                            |  |                                     |                                                              |  |  |  |  |  |  |  |                              |
|                            |                                    |  |                                     |                                                              |  |  |  |  |  |  |  |                              |
|                            |                                    |  |                                     | Žofie Hannoverská                                            |  |  |  |  |  |  |  |                              |
|                            |                                    |  |                                     |                                                              |  |  |  |  |  |  |  |                              |
|                            | Jiří II.                           |  |                                     |                                                              |  |  |  |  |  |  |  |                              |
|                            |                                    |  |                                     |                                                              |  |  |  |  |  |  |  |                              |
|                            |                                    |  |                                     | Jiří Vilém Brunšvicko-Lüneburský                             |  |  |  |  |  |  |  |                              |
|                            |                                    |  |                                     |                                                              |  |  |  |  |  |  |  |                              |
|                            | Žofie Dorotea z Celle              |  |                                     |                                                              |  |  |  |  |  |  |  |                              |
|                            |                                    |  |                                     |                                                              |  |  |  |  |  |  |  |                              |
|                            |                                    |  |                                     | Éléonore Desmier d'Olbreuse                                  |  |  |  |  |  |  |  |                              |
|                            |                                    |  |                                     |                                                              |  |  |  |  |  |  |  |                              |
|                            | Marie Hannoverská                  |  |                                     |                                                              |  |  |  |  |  |  |  |                              |
|                            |                                    |  |                                     |                                                              |  |  |  |  |  |  |  |                              |
|                            |                                    |  |                                     | Albrecht II. Braniborsko-Ansbašský                           |  |  |  |  |  |  |  |                              |
|                            |                                    |  |                                     |                                                              |  |  |  |  |  |  |  |                              |
|                            | Jan Fridrich Braniborsko-Ansbašský |  |                                     |                                                              |  |  |  |  |  |  |  |                              |
|                            |                                    |  |                                     |                                                              |  |  |  |  |  |  |  |                              |
|                            |                                    |  |                                     | Žofie Markéta Oettingenská                                   |  |  |  |  |  |  |  |                              |
|                            |                                    |  |                                     |                                                              |  |  |  |  |  |  |  |                              |
|                            | Karolina z Ansbachu                |  |                                     |                                                              |  |  |  |  |  |  |  |                              |
|                            |                                    |  |                                     |                                                              |  |  |  |  |  |  |  |                              |
|                            |                                    |  |                                     | Jan Jiří I. Sasko-Eisenašský                                 |  |  |  |  |  |  |  |                              |
|                            |                                    |  |                                     |                                                              |  |  |  |  |  |  |  |                              |
|                            | Eleonora Sasko-Eisenašská          |  |                                     |                                                              |  |  |  |  |  |  |  |                              |
|                            |                                    |  |                                     |                                                              |  |  |  |  |  |  |  |                              |
|                            |                                    |  |                                     | Johana Saynsko-Wittgensteinská                               |  |  |  |  |  |  |  |                              |
|                            |                                    |  |                                     |                                                              |  |  |  |  |  |  |  |                              |